# Olainfarm

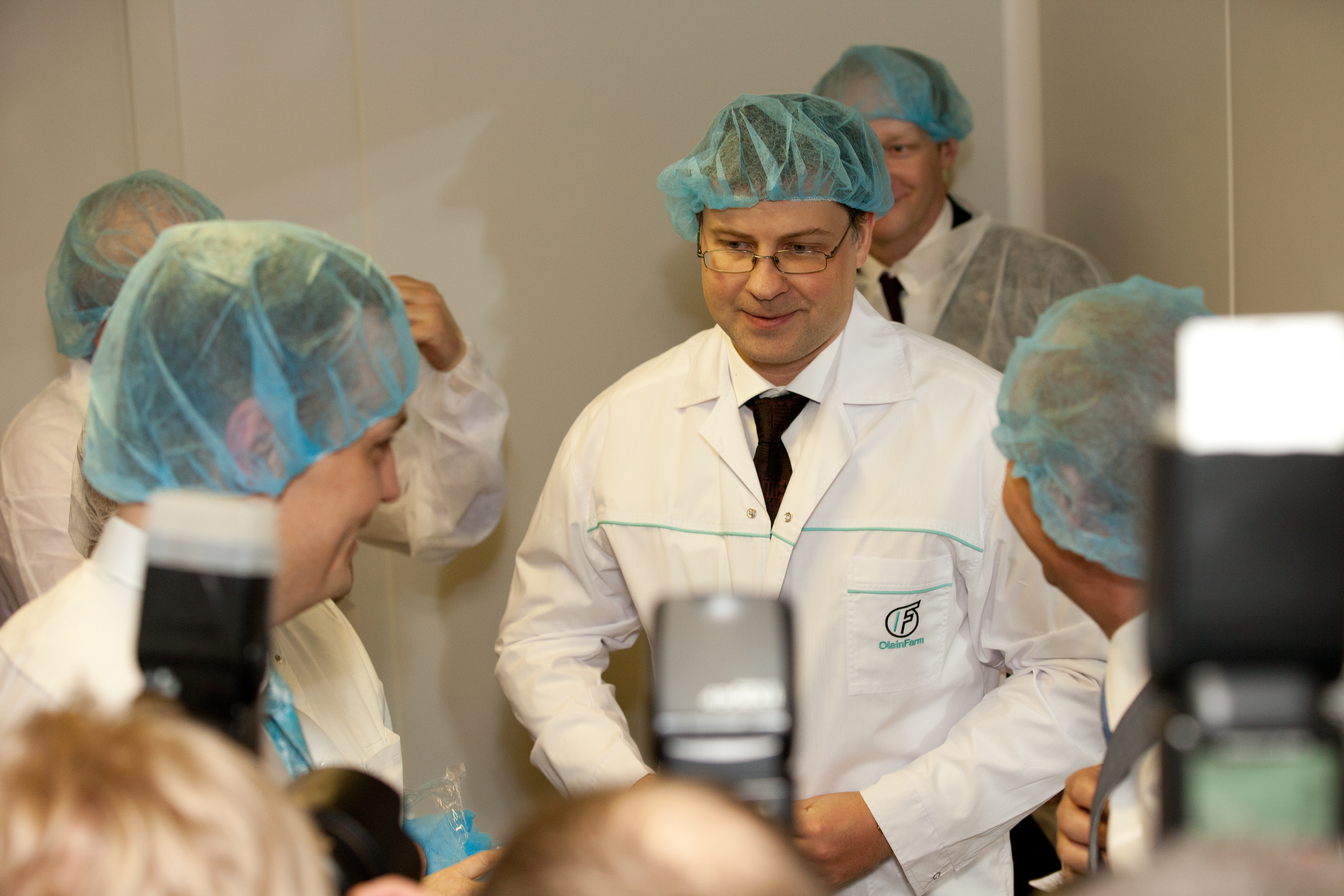
Посещения предприятия Олайнфарм Валдисом Домбровскисом

АО Olainfarm (рус. Олайнфарм) — фармацевтическое предприятие в Латвии, одна из крупнейших фармацевтических компаний Прибалтики. Сфера деятельности — разработка и производство медикаментов и химико-фармацевтических продуктов. Главное производство находится в Олайне.
На предприятии работает около 800 сотрудников.

## История
Новые корпуса для 3-го Рижского химико-фармацевтического завода начали строить в новом промышленном центре Олайне в соответствии с решением Совета Министров Латвийской ССР от 4 декабря 1965 года, чтобы перевести на более просторную площадку производства, находившиеся в Риге на ул. К.Маркса, 19/21 и Лиела Кална, 23. Благодаря этому производство продукции планировалось увеличить в 6 раз, а количество выпускаемых лекарств довести до 35, в том числе производить средства для лечения онкологических и сердечно-сосудистых заболеваний, туберкулёза, снотворные и наркотические средства. По масштабам строительства это был второй крупнейший в Латвийской ССР промышленный объект после Даугавпилсского завода синтетического волокна и один из 24 заводов, построенных в республике в восьмой пятилетке.
Производственная территория завода включала шесть больших корпусов, лабораторию, специальный экспериментальный корпус. Для работников завода в Олайне также был построен жилой массив.
Завод планировался как база по внедрению разработок Института органического синтеза Академии наук Латвийской ССР после опробования на Экспериментальном заводе института, который готовил полузаводские регламенты выпуска новых препаратов, а затем они уже доводились до заводского регламента в реальных производственных условиях.
10 октября 1972 года Олайнский химико-фармацевтический завод произвёл первую операцию по синтезу фурагина, и эта дата считается днём начала работы предприятия. Его основной целью которого было обеспечение фармацевтическим сырьём всех заводов Советского Союза, занимающихся производством готовых лекарственных форм.
С первых лет существования завод показал очень хорошие результаты освоения новых лекарств: за три года против обычных 5-7 лет был освоен дифрил (препарат для лечения сердечно-сосудистых заболеваний, разработанный Ленинградским химико-технологическим институтом), а также разработанный в Латвии противогриппозный препарат ремантадин.
В 1976 году завод становится крупнейшим в объединении «Латбиофарм» и получает наименование «Олайнское производственное химико-фармацевтическое объединение».
В 1977 году группа учёных Института органического синтеза Академии наук Латвийской ССР (кандидаты химических наук  Гунар-Эдвин Янович Дубур, Гунар Джимович Тирзит,  Ян Рихардович Улдрикис, кандидат сельскохозяйственных наук Язеп Янович Спруж), генеральный директор Олайнского производственного химико-фармацевтического объединения И.Х. Пенке, замдиректора Латвийского НИИ механизации и электрификации сельского хозяйства, кандидат технических наук Яков Анфимович Панков и другие были удостоены Государственной премии Латвийской ССР за разработку и внедрение в производство дилудина — нового эффективного антиоксиданта и стимулятора роста сельскохозяйственных животных.
В 1980 году на заводе освоен синтез 15 препаратов.
В 1991 году завод переходит в собственность Латвийской республики и переориентируется на выпуск наиболее востребованных препаратов.
В 1997 году завод приватизирует предприниматель Валерий Юрьевич Малыгин. Предприятие преобразуется в открытое акционерное общество, его акции котируются в официальном списке Рижской фондовой биржи, входящей в NASDAQ OMX.
В 2001 году завод успешно прошел аудит, проведенный фирмами Cilag (Швейцария), Johnson&Johnson (США), Sanofi (Франция), чтобы выйти на мировой рынок активно-химических ингредиентов.
В 2002 году получен сертификат соответствия требованиям управления по контролю за качеством пищевых продуктов и лекарственных препаратов FDA (США).
В 2003-2004 году проводилась реконструкция завода для получения сертификата  Хорошей практики производства Европейского Союза (GMP), выданного 30 июля 2004 года.
В 2009 году предприятие получило специальный приз от биржи NASDAQ OMX как эмитент с наибольшим ростом цены акций с января по ноябрь 2009 года: он составил 160%.
С 2011 года Olainfarm поставляет противотуберкулёзные средства Всемирной организации здравоохранения.
В 2012 году Olainfarm признан лучшей латвийской компанией, зарегистрированной на Балтийской фондовой бирже.
В 2014 году Olainfarm получил премию чемпиона по экспорту в конкурсе «Премия за экспорт и инновации 2014», организованном Министерством экономики и Латвийским агентством инвестиций и развития
Olainfarm является учредителем премии в области химии.

## Экспорт
Экспорт сырья со степенью готовности до 90 % на Olainfarm составляет более 5 % от общего оборота, такой продукт продается в Швейцарию, Австрию, Германию, США, Аргентину. В Россию идет 45-50 % лекарств, производимых на Olainfarm.

## Руководство
1965: директором 3-го Рижского был назначен Илмар Хариевич Пенке. Его заместителем по строительству был Александр Васильевич Кононов.
2009: Балдерис, Хелмут Гунарович — председатель совета директоров.
2021: Председатель правления компании — Янис Лейманис. Совет с 17 июня 2021 года сроком на 5 лет возглавляет Юрис Бундулис, ранее возглавлявший правление другой крупнейшей фармацевтической компании Латвии Grindeks. В совет вошли дочь Валерия Малыгина Ирина, а также Сандис Петрович, Петерис Рубенис и Андрей Лейбович.